# Panoramio

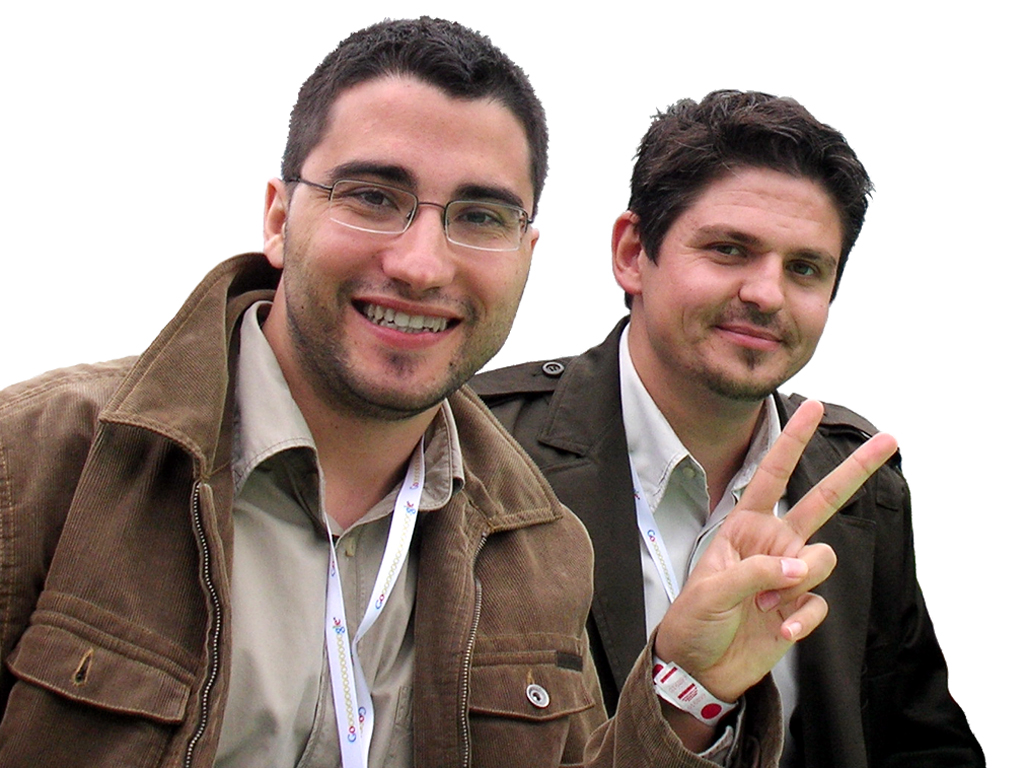
Joaquín Cuenca en Eduardo Manchón, de oprichters van Panoramio

Panoramio was een website waar geregistreerde gebruikers kosteloos foto's konden plaatsen, en koppelen aan een zogeheten geolocatie zodat ze op een kaart konden worden getoond. Een selectie van de foto's is zichtbaar op Google Earth. De website kwam op 3 oktober 2005 beschikbaar. 
Op 31 mei 2007 werd de website verkocht aan Google. Onderdelen werden daarna door verschillende Google-diensten (Google Earth, Google Maps) gebruikt. De verschillende Panoramio-onderdelen en functies, zoals login en forum die aanvankelijk op eigen Panoramio-technologie draaiden, werden door Google-technologie vervangen. In maart 2009 waren er ruim 14 miljoen foto's aanwezig in het systeem. Ongeveer de helft daarvan bevatte GPS-informatie.
Eduardo Manchón verliet Panoramio in januari 2010 om zich te concentreren op het nieuwe project Askaro. Hij werd vervangen door Gerard Sanz Viñas. Op 16 september 2014 werd bekend dat Google van plan was om Panoramio te sluiten en onder te brengen in de nieuwe dienst Google Maps Views. Er kwamen steeds meer Panoramio-functies, zoals "favoriete fotografen" en "groepen". Het geven van reacties bij foto’s op Google Maps Views bleef wel mogelijk.
Als reactie op de beslissingen van Google, begonnen de oprichters van Panoramio, Joaquín Cuenca Abela, Jose Florido Conde en Eduardo Manchón, op 23 september 2014 een petitie die gericht was aan het adres van Google onder het motto "Google: Keep The Panoramio Community Alive". Het protest had geen resultaat. Kort erop verdwenen alle betaalde Panoramio-medewerkers.
Panoramio bleef nog tot 4 november 2016 bijna volledig bruikbaar. Na die datum verdwenen steeds meer functies en mogelijkheden. Sinds november 2017 is de website definitief gesloten.
Ook Picasa voor de desktop, een belangrijk instrument bij het geocoderen van foto's, wordt niet langer door Google ondersteund of bijgewerkt.